# Lise Darly
Lise Darly, född 27 december 1981 i Nice, är en fransk sångerska. 
Hennes första stora framgång var hennes vinst i talangjakten Graine de Star Tour 1999. Inför Monacos comeback i Eurovision Song Contest 2004 ställde hon upp inför den jury som valde landets representant. Hon kom tvåa i uttagningen, vilket gjorde att hon valdes att representera landet året därpå i Kiev, Ukraina, med balladen Tout de Moi. Hon kom näst sist med 22 poäng (10 poäng från Frankrike och Andorra samt 2 poäng från Moldavien).
Låten gavs även ut på engelska med titeln "All of Me" och den franska versionen omarrangerades även till en popversion.